# 아시리아의 조각

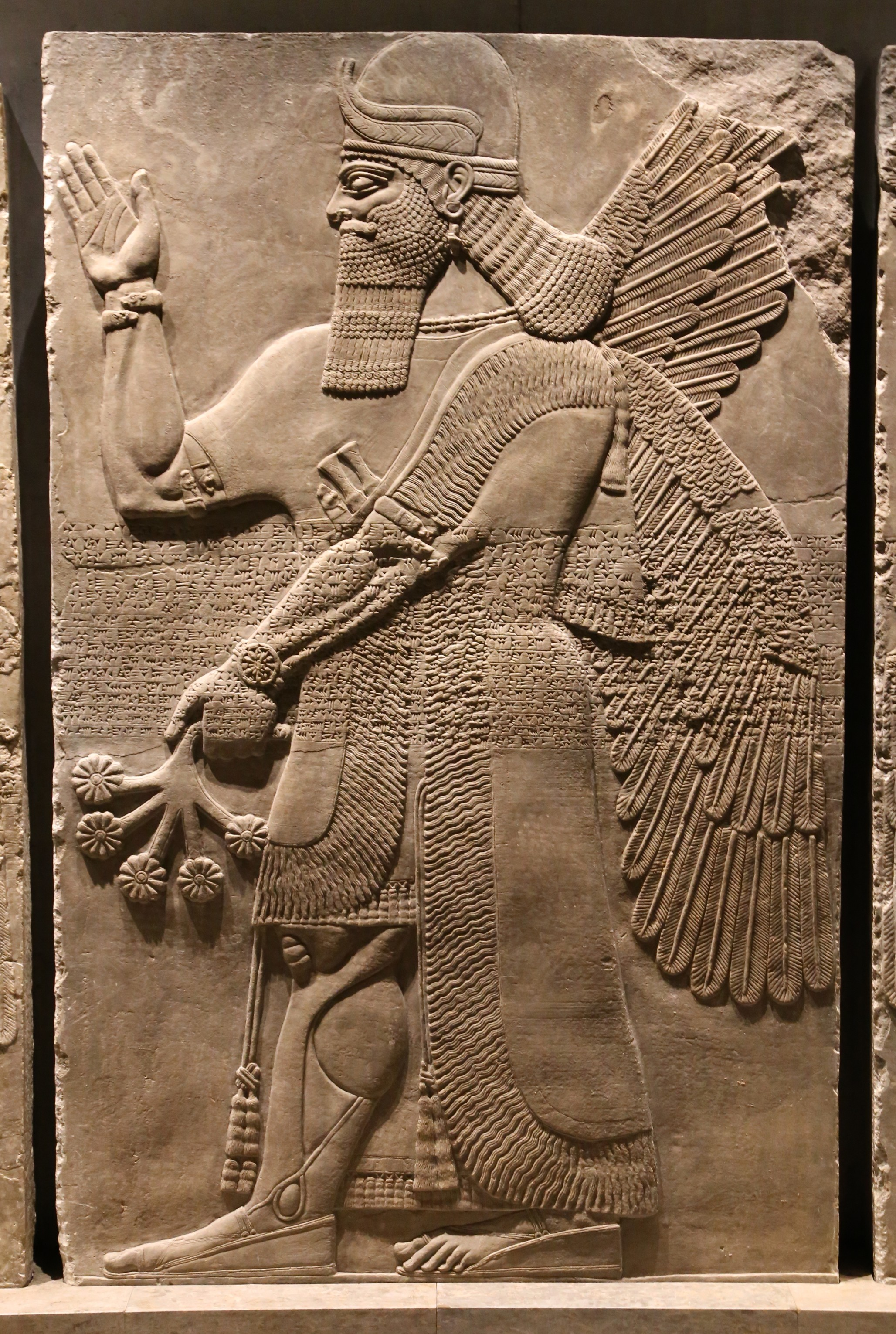
날개 달린 지니. 기원전 870년 경.

아시리아의 조각은 고대 아시리아 국가들(특히 911 ~ 612년(BC) 사이 신아시리아 제국)의 조각을 말한다.
아시리아 미술에서 정수(精髓)는 조소(彫塑)의 유품이라 할 수 있다. 단독적인 환조(丸彫)의 상은 적지만 건축 내부의 요벽(腰壁)에 부조한 장식을 가득 메운 것이라든지 외문(外門)이나 내정 입구에 놓여진 유익인면사자상(有翼人面獅子像)의 수호신 등 뛰어난 유품이 많다. 님루드에서 출토된 석회암으로 만든 <아슈르 나시르 팔 2세 상>은 얼마 안 되는 아시리아 환조의 상으로는 완벽한 유품인데 두부도 작고 육체를 관조(觀照)한 점도 미숙하지만 아시리아인에 있어서는 왕자의 이상미(理想美)를 위엄에 넘치고 당당한 자태로써 발휘하였으며, 당시 왕자의 의장 풍속이 모조(毛彫)로 세밀하게 표현되어 있고 또 명문(銘文)을 흉부에 전각(鐫刻)하고 있는 등 역사적인 자료의 가치도 많은 작품이다.
이러한 환조의 상에 대하여 이 시대에 부조한 유품은 우수한 기술로 세련된 조형 감각과 관조가 투철한 사실적(寫實的) 능력을 가지고 뛰어난 작품을 많이 만들어냈다. 입구에 사자상을 배치하는 전통은 오래 되었고, 아나톨리아 고원이나 시리아에서 그러하였다. 건물에 딸린 문 입구의 수호신의 표현 형식은 히타이트에서 시리아를 거쳐 들어온 영향의 자취라 생각된다. 그러나 아시리아 유익인면수신(有翼人面獸身)의 수호신상은 조형 감각과 표현 형식의 고도한 예술성으로 히타이트 미술을 훨씬 능가하여 현저한 간격을 보여 주고 있다. 특히 인면(人面)에 깊이 팬 눈과 코, 그리고 왕관과 장식풍인 말린 머리카락과 구레나룻 등, 날개가 날카로운 끌로서 파낸 명쾌하게 의장화(意匠化)한 조형과 어울려 감상의 요점이 되고 있다. 조형상에서 재미있는 것은 유제류(有蹄類)의 다리 가운데 앞다리 세개를 표현하려 정면이나 측면으로 보아 부자연스럽지 않게 만들어져 아시리아인의 특유한 합리적인 관조가 작용하고 있는 점에 주목할 가치가 있다. 이 수호신은 두르 샤르루킨 궁정 입구에서도 발견됐으나 이것은 더욱 조형 표현의 기교와 관조가 진전, 세부까지의 의장화나 추상성이 고도화하여 우수한 작품임을 알 수 있다. 이런 조형은 페르시아 아케메네스 시대로 계승되어서 페르세폴리스 왕궁에서도 그 유품을 찾아볼 수 있다. 부조의 유품에는 표현 형식과 주제를 다룬 방식으로 전·후 2기로 나눌 수가 있다. 님루드 북서(北西)에 위치한 왕궁에서 출토된 종교 의식도(儀式圖)나 제전도(祭典圖)는 하나의 작품으로서 완결된 구도이며 인간에게 이익과 풍요를 가지고 오는 성수(聖樹)가 운하의 물과 칠엽(七葉)의 파메트식(式)인 대추야자수(棗椰子樹)를 중심으로 하여서 의장화되어, 거기에 화분(花粉)을 수정(受精)하는 조두유익신상(鳥頭有翼神像)을 표현하고 있다.
특히 좌우에 왕과 시종을 그린 예도 있다. 그에 대하여 님루드의 서북 궁전의 옥좌 사이의 남쪽 벽에 있는 전투도(戰鬪圖)와 동물 수렵도의 부조는 연속 설화 표현 형식으로 만들어져 있다. 전자는 벽면 가득히 큰 성수와 인물 및 신상을 상호(相互) 배치하여 장식의 의도(意圖)와 종교의식의 중대함을 암시하고 있는 데에 대하여 수렵도나 전투도도 왼편에서 오른편으로 활동적인 장면을 생생하게 전개해 나간다. 더욱이 수목과 하천의 세밀한 묘사와 성벽이나 배경 무대의 극명(克明)한 표현도 볼 수 있다. 아슈르바니 아플리 2세 때는 이들 전투도와 수렵도는 구성상 화면이 단절되지 않고 두루마리식의 전개를 보여 주며, 특히 때는 다르지만 같은 화면으로 엮은 설화의 형식을 취하고 있다. 니네베의 아슈르바니 아플리 궁전 S실(室)의 <사자 사냥>은 그 좋은 예가 된다. 이들 부조 화면의 특색은 인간의 근육과 자태의 정확한 조형, 세부에 이르기까지의 공예 감각이 넘치는 세밀한 표현, 그리고 동물의 형태와 표정까지 극명하고 박력있게 표현한 묘사력 등을 들지 않을 수 없다. 어쨌든 아시리아 부조 미술은 고대 서아시아 미술에 있어서 정점을 차지하고 있으며 메소포타미아 고전 조각의 전형으로 간주된다.